# Мурадян Ігор Маратович
Ігор Маратович Мурадян (вірм. Իգոր Մարատի Մուրադյան; рос. Игорь Маратович Мурадян; 29 квітня 1957, Одеса — 17 червня 2018, Єреван) — вірменський громадський діяч і політолог. Один із засновників Карабаського руху, лідер Комітету «Карабах» поряд із Зорієм Балаяном, Сільвою Капутикян і Віктором Амбарцумяном. У 1988 році відійшов від його керівництва. Кандидат економічних наук.

## Біографія
Ігор Мурадян народився 29 квітня 1957 року в Одесі Української РСР. Виріс у Баку, де на той період проживало багато вірмен. Закінчив факультет промислової економіки Московського інституту народного господарства імені Плеханова з кваліфікацією економіста. Працював у Всесоюзному економіко-плановому інституті при Держплані АрмРСР старшим науковим співробітником. У 1990-1995 роки був депутатом Національних зборів Вірменії. Був членом Постійної комісії з оборони та внутрішніх справ, депутатської групи «Вільний парламентарій», головою депутатської групи клубу «Спадщина». Працював президентом благодійної компанії «Теван». Помер 17 червня 2018 року в Єревані, Вірменія.

## Нагороди
- Герой Арцаха (посмертно).[7]